# ソロモン諸島の国旗
ソロモン諸島の国旗は、1977年11月8日に制定された。
5 つの星は 5 つの主要な島（ガダルカナル島、マキラ島、マレータ島、サンタイサベル島、チョイスル島）を示している。青は諸島を囲んでいる海、緑は陸地、黄色の線は日光を象徴している。

? 民間用海上旗（商船旗）
? 政府用海上旗
? 軍隊用海上旗
? 税関用旗
?現在の国旗（縦横比2:3の別タイプ）

## 歴史

?イギリス領時の旗（1906年–1947年）
?イギリス領時の旗（1947年–1956年）
?イギリス領時の旗（1956年–1966年）
?イギリス領時の旗（1966年–1977年）